# Синяя птица (кабаре)

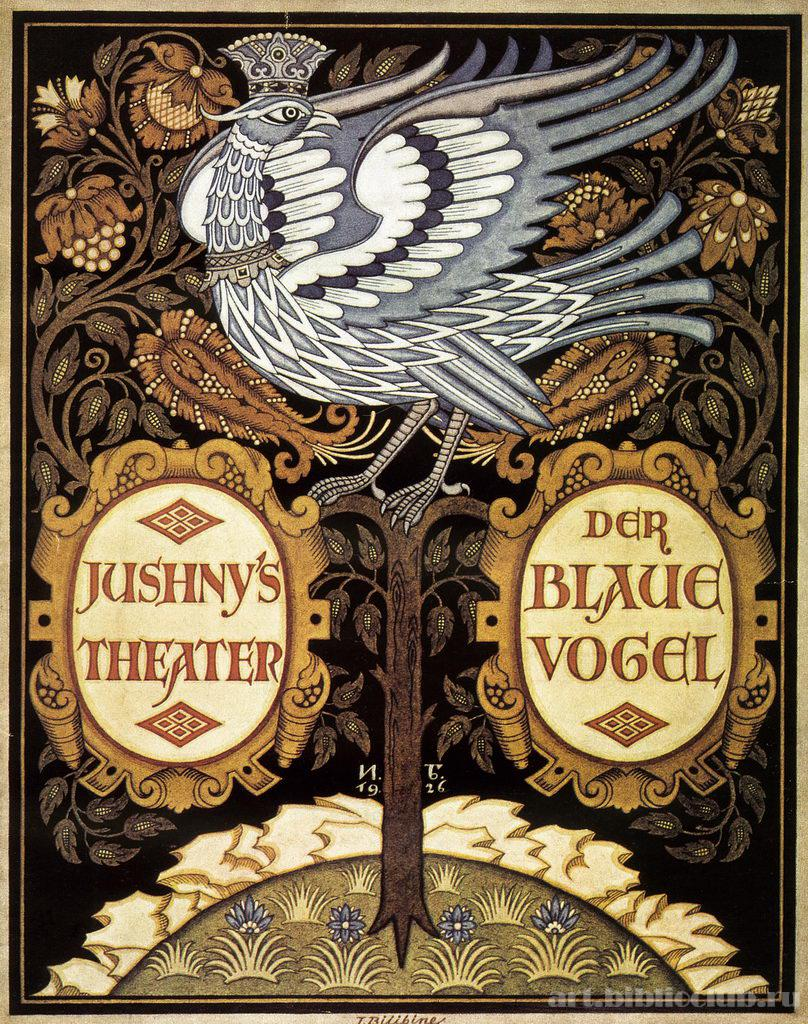
Театр «Синяя птица». Плакат И. Я. Билибина (1926)

«Синяя птица» (нем. Der Blaue Vogel) — русский театр-кабаре в Берлине (затем в Праге), существовавший с 1921 по 1938 год.
В 1921 году русские художники-эмигранты первой волны основали театр «Синяя птица», названный по одноимённой пьесе-сказке Мориса Метерлинка, премьера которой состоялась в Москве в 1908 году. Руководителем театра был Яков Южный. Кабаре разместилось в Шёнеберге на Гольцштрассе, 9, в бывшем кинотеатре на 200 мест.
Звучали развлекательные программы, которые состояли из пародий на повседневную жизнь и сцены из русской жизни. Большинство текстов было на русском языке, с пояснениями на немецком со стороны ведущего Якова Южного.
Большую часть зрителей составляли российские эмигранты, проживавшие в Германии, были также и немецкие посетители.
Театр регулярно выступал в Берлине и часто гастролировал. Гастроли проходили во многих городах Германии, а также в Австрии (ежегодно до 1930 г.), Швейцарии, Нидерландах, Великобритании, Польше, Швеции, Испании, Литве, Югославии, США, в Африке и других странах.
С 1924 года интенсивность русских постановок снизилась. В 1930 года театр покинул сцену на Гольцштрассе. Затем он играл в Берлине, в другом театре на Курфюрстендамм.
С приходом к власти в Германии нацистов театр переехал в Прагу, где просуществовал до 1938 года.